# Johannes Grabmayer
Johannes Grabmayer (* 26. August 1955 in Leoben) ist ein österreichischer Historiker.
Dem Studium der Geschichte, Sozialkunde und Deutschen Philologie an der Universität Klagenfurt folgte 1986 die Promotion und 1996 die Habilitation für Geschichte des Mittelalters. Seit 1987 war er Assistent am Institut für Geschichte der Universität Klagenfurt, seit 1996 Außerordentlicher Universitätsprofessor und seit 2003 Leiter der Abteilung Mittelalterliche Geschichte und Historische Hilfswissenschaften. Von 2004 bis zu seiner Pensionierung 2020 amtierte er als Institutsvorstand.
Grabmayer arbeitete als Wissenschaftlicher Konsulent des ORF, Betreuer und Leiter zahlreicher Veranstaltungen auch im Erwachsenenbildungsbereich, Obmann des Vereins Transromanica Austria sowie Vorsitzender des wissenschaftlichen Beirates von Transromanica international. Seine Arbeitsschwerpunkte sind die Kulturgeschichte, Historische Anthropologie, Mentalitätsgeschichte und Wissenschaftstheorie.

## Schriften (Auswahl)
- (Hrsg.) Von Steinmetzen, Zimmerern und Schmieden. Bauhandwerk im Mittelalter. Stadt Friesach, Alpen-Adria-Universität Klagenfurt, Friesach/Klagenfurt 2017.
- Europa im späten Mittelalter. 1250–1500. Eine Kultur- und Mentalitätsgeschichte. WBG, Darmstadt 2004, ISBN 3-534-14616-6.
- Rückblende. Geschichten aus der Welt vor 1000 Jahren. Wieser, Klagenfurt/Wien/Ljubljana/Tuzla/Sarajevo 2000.
- Zwischen Diesseits und Jenseits. Oberrheinische Chroniken als Quellen zur Kulturgeschichte des späten Mittelalters. Böhlau, Wien/Köln 1999, ISBN 3-412-12098-7.
- Volksglauben und Volksfrömmigkeit im spätmittelalterlichen Kärnten. Böhlau, Wien/Köln 1994.